# Інформаційний гедонізм
Інформаційний гедонізм (від гр. — насолода) — почуття насолоди і сприйняття як найвищого блага перебування в середовищі віртуальної реальності, яке переживає особа від миттєвого доступу до інформаційних ресурсів Інтернету, тривалих подорожей лабіринтами мережі, можливості грати у віртуальні мережеві ігри, спілкуватись з будь-якими партнерами на земній кулі. За даними медичного обстеження,  віртуальна реальність справляє на психіку людини вплив у сім разів сильніший, ніж наркотичні речовини[джерело?]. Інформаційний гедонізм претендує на статус нового філософсько-етичного вчення.